# ماها هارادا
ماها هارادا (باليابانية: 原田マハ)‏ (14 يوليو 1962 في كودايرا، طوكيو - ) روائية من اليابان.